# Saint-André-d’Olérargues
Saint-André-d’Olérargues (okzitanisch: Sent Andrieu d’Olerargues) ist eine französische Gemeinde mit 873 Einwohnern (Stand: 1. Januar 2022) im Département Gard in der Region Okzitanien. Sie gehört zum Arrondissement Nîmes und zum Kanton Pont-Saint-Esprit.  Die Einwohner werden Olérargais genannt.

## Geografie
Saint-André-d’Olérargues liegt etwa 38 Kilometer nordnordöstlich von Nîmes und etwa 26 Kilometer westnordwestlich von Orange. 
Die Nachbargemeinden von Saint-André-d’Olérargues sind Verfeuil im Westen und Norden, La Roque-sur-Cèze im Nordosten, Sabran im Osten sowie Saint-Marcel-de-Careiret im Süden.

## Bevölkerungsentwicklung
| Jahr                       | 1962 | 1968 | 1975 | 1982 | 1990 | 1999 | 2006 | 2020 |
| -------------------------- | ---- | ---- | ---- | ---- | ---- | ---- | ---- | ---- |
| Einwohner                  | 144  | 153  | 145  | 192  | 268  | 289  | 393  | 438  |
| Quellen: Cassini und INSEE |      |      |      |      |      |      |      |      |

## Sehenswürdigkeiten
- romanische Kirche Saint-André aus dem 12./13. Jahrhundert
- Burg aus dem 13./14. Jahrhundert

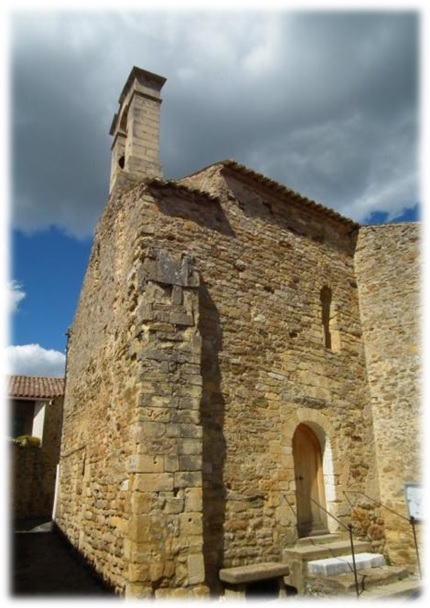
Kirche Saint-André
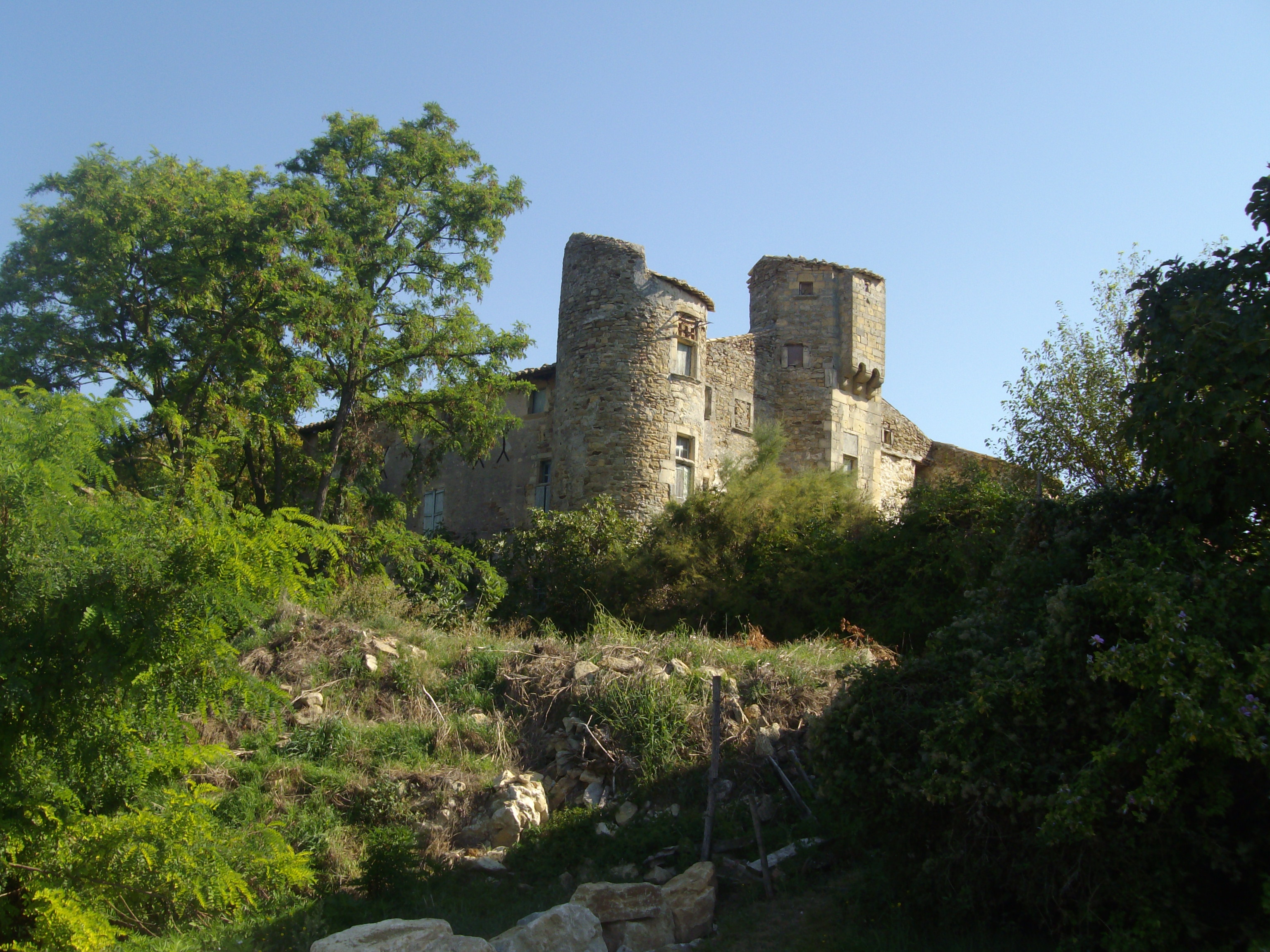
Burg